# Werner Landgraf
Werner Landgraf (Mainz, 29 de julho de 1959) foi o descobridor de vários asteróides, dentre eles o 4349 Tiburcio, descoberto em 6 de junho de 1989, e o 4378 Voigt, descoberto em 14 de Maio de 1988. É egresso da Universidade de Göttingen e fez a maioria de suas descobertas no Observatório de La Silla, no Chile, pertencente à European Southern Observatory.